# SMS V 28
V 28 – niemiecki niszczyciel z okresu I wojny światowej. Czwarta jednostka typu V 25. Okręt wyposażony w cztery kotły parowe opalane ropą. Zapas paliwa 225 ton. Brał udział w bitwie jutlandzkiej. Po wojnie przekazany Wielkiej Brytanii i zezłomowany w 1922 roku.